# Stibeutes yuasai
Stibeutes yuasai är en stekelart som först beskrevs av Bradley 1918.  Stibeutes yuasai ingår i släktet Stibeutes och familjen brokparasitsteklar. Inga underarter finns listade i Catalogue of Life.